# Karl Erik Eriksson
Karl Erik Eriksson (i riksdagen kallad Eriksson i Arvika), född 30 mars 1925 i Arvika landsförsamling, Värmlands län, död 17 september 2010 i Arvika östra församling, var en svensk lantbrukare, auktionsutropare och politiker (folkpartist), andre vice partiordförande 1972–1988.

## Biografi
Eriksson var son till hemmansägaren Johan Eriksson (1883–1954) och Hulda Eriksson (1885–1970). Han var fram till 1958 förman på ett hyvleri i Högvalta, varefter han drev en auktions- och fastighetsbyrå i Arvika. Som slagfärdig auktionsutropare bland annat på Skansen och i TV blev han känd för en rikspublik.
Eriksson var ledamot i Arvika stadsfullmäktige (från 1971 kommunfullmäktige) från 1954 och var drätselkammarens vice ordförande 1964–1970. Han var också ledamot i Värmlands läns landsting 1959–1979. Åren 1970–1988 var han ordförande för folkpartiets länsförbund i Värmlands län.
Eriksson var riksdagsledamot för Värmlands läns valkrets 1966–1988 (i riksdagens andre kammare 1966–1968 och i första kammaren 1969–1970). I riksdagen var han bland annat ordförande i inrikesutskottet 1971–1976, tredje vice talman 1976–1985 och därefter andre vice talman 1985–1988. Han engagerade sig bland annat i utbildnings-, skatte- och trafikpolitik.
Eriksson avsade sig sitt riksdagsuppdrag den 5 april 1988 efter att ha förlorat ett skattemål.
Eriksson var värd i Sommar i P1 den 11 juli 1980.

## Utmärkelser
- Kommendör av Nordstjärneorden, 6 juni 1974.[14]